# Bupalus espagnolus
Bupalus espagnolus är en fjärilsart som beskrevs av Ulf Eitschberger och Steiniger 1975. Bupalus espagnolus ingår i släktet Bupalus och familjen mätare. Inga underarter finns listade i Catalogue of Life.